# Grecia en los Juegos Olímpicos de Tokio 2020
Grecia estuvo representada en los Juegos Olímpicos de Tokio 2020 por un total de 77 deportistas que compitieron en 15 deportes. Responsable del equipo olímpico fue el Comité Olímpico Helénico, así como las federaciones deportivas nacionales de cada deporte con participación.
Los portadores de la bandera en la ceremonia de apertura fueron el gimnasta Eleftherios Petrunias y la tiradora Anna Korakaki.

## Medallistas
El equipo olímpico de Grecia obtuvo las siguientes medallas:
| Nombre                | Deporte            | Competición              |
| --------------------- | ------------------ | ------------------------ |
| Oro                   |                    |                          |
| Miltiadis Tentoglu    | Atletismo          | Salto de longitud M      |
| Stéfanos Duskos       | Remo               | Scull individual (M1X) M |
| Plata                 |                    |                          |
| Equipo                | Waterpolo          | Torneo M                 |
| Bronce                |                    |                          |
| Eleftherios Petrunias | Gimnasia artística | Anillas M                |